# Соль (станция метро)
ÜSTl yellow\\~~ ~~ ~~перекрёстный съезд
uENDEe yellow\\~~ ~~ ~~оборотные тупики
}}

«Соль» (исп. Sol) — станция Мадридского метрополитена. Она расположена в зоне А и является самой центральной станцией метро, расположенной на площади Пуэрта-дель-Соль.

## История
Станция линии 1 начала функционировать в 1919 году с открытием первого участка мадридского метро между станциями «Соль» и «Куатро-Каминос». Станция линии 2 была открыта в 1924 году, она была построена над станцией линии 1 и перпендикулярно ей. Станция линии 3 была открыта в 1936 году, расположена примерно на одном уровне со станцией линии 1 и перпендикулярна линии 2. Первые участки первых трех линий были открыты, в том числе станция «Соль».
В 1960-х годах платформы на линии 1 были увеличены с 60 до 90 м, но плохое состояние фундаментов наземных зданий мешало делать это на обеих платформах параллельно. Таким образом, одна из платформ была расширена на север, а другая на юг, в результате чего единственная станция метро Мадрида с непараллельными платформами.
Между 2004 и 2006 годами платформы линии 3 были также расширены с 60 до 90 м, на этот раз они полностью параллельны. Одновременно началась установка лифтов, что позволило с 2007 года выйти на линии 2 и 3 и с улицы в вестибюль.
В настоящее время станция имеет четыре входа. В его интерьере есть широкий центральный зал с декорированным потолком, где находятся несколько магазинов и полицейский участок.
В 2004 году начались работы по подключению станции к мадридской сети «Керсаниас», рытье тоннеля Аточа-Чамартин, альтернативного ранее построенному. Этот тоннель был открыт 9 июля 2008 года, а станция открылась 27 июня 2009 года. Работы перенесли 6-месячный перерыв в 2006 году из-за обнаружения археологических останков, поэтому работа станции была значительно задержана по отношению ко всему туннелю. С 25 июня по 23 июля 2008 года Линия 2 была временно закрыта из-за строительства станции «Керсаниас» поблизости. Обслуживание линии 1 также было прервано с августа по 4 сентября 2008 года.